# Karl Nissen
Karl Nissen (Christiania, 27 februari 1879 – aldaar, 14 mei 1920) was een Noors pianist, muziekpedagoog, muziekcriticus en dirigent.

## Achtergrond
Karl Egede Nissen werd als vierde kind geboren binnen het gezin van arts en politicus Oscar Nissen (1843-1911) en zijn eerste vrouw pianiste Erika Røring Møinichen Lie (1845-1903) en is vernoemd naar zijn grootvader. Zijn zuster Erika Egede Nissen (1878-1947) was hooggeplaatst jurist. In 1907 huwde hij Nationaltheatret-actrice Aagot Kavli, zuster van schilderes Arne Kavli. Ze kregen voor zover bekend twee dochters: Inger Aagot Nissen (1909-1937, kunstschilder) en Ida Lie Nissen (1912-1995). In 1912 werd Nissen onderscheiden met de Kongens fortjenstmedalje. Hij werd begraven in Oslo

## Muziek
Zijn muzikale opleiding kwam in de eerste plaats van zijn moeder en van Ferrucio Busoni, maestro-pianist die enige tijd in Noorwegen en ook Berlijn, verbleef. Ook volgde hij lessen in Parijs. Zijn concertdebuut vond plaats in 1897. Vervolgens gaf hij concerten in geheel Scandinavië, maar ook Duitsland. In aanvulling op zijn concerten gaf hij ook les aan het Conservatorium van Oslo. Onder zijn leerlingen bevonden zich David Monrad Johansen en Elisabeth Munthe-Kaas. Voorts was hij voor enige tijd (1918-1920) voorzitter van de Noorse vereniging van muziekleraren.
In 1911 werd hij dirigent van het gemengde koor Ceciliaforeningen, een van de belangrijkste koren in Noorwegen. Hij leidde tevens de Christiana Musikforening (1913-1918) en het Handelstandens Sangforening (Koor van handelaren, 1919-1920). Hij was voorts muziekrecensent van het dagblad Aftenposten van 1912 tot 1917.
Enkele concerten:
- 13 februari 1897: concert onder de vleugel van moeder en actrice Johanna Dybwad met het orkest van het Christiania Theater onder leiding van Per Winge; het vond plaats in Logens store sal in Oslo; moeder en zoon voerden Variaties voor twee piano's van Christian Sinding uit.
- 27 oktober 1900: opnieuw met zijn moeder, maar tevens zangeres Mandis Ågren.
- 30 januari 1911: concert met het Aulinske kvartet
- 20 maart 1915: concert met Cally Monrad in Calmeyer Missionshus

- Gemeinsame Normdatei: 1081004088
- Virtual International Authority File: 26145304866778610592